# Anleinpflicht
Als Anleinpflicht, Leinenpflicht oder auch Leinenzwang wird die Pflicht bezeichnet, einen Hund an einer reißfesten und ausreichend kurzen, allgemein einer geeigneten, Leine zu führen. Einerseits entspricht diese in bestimmten Fällen geltendem Recht, beispielsweise bei gefährlichen Hunden oder in Naturschutzgebieten. Andererseits wird ein Mangel an freiem Auslauf ohne Leine und in freiem Kontakt zu Artgenossen aus verhaltensbiologischer Sicht abgelehnt, da dies als nicht artgerecht eingestuft wird und es die Entwicklung von Verhaltensproblemen beim Hund begünstigt.

## Verhaltensbiologische Bewertung und Tierschutz
Generelle oder überwiegende Leinenführung behindern artgemäßen Sozialkontakt, Geruchskommunikation und Erkundungsverhalten eines Hundes. Indem das artgemäße Sozialverhalten behindert wird, hemmt die überwiegende Leinenführung die Entwicklung eines artgemäßen Sozialverhaltens und begünstigt die Entwicklung von Verhaltensproblemen (siehe Verhaltensbiologie). Fehlender Auslauf ohne Leine und in freiem Kontakt zu Artgenossen verstößt gegen den Tierschutz und wird als nicht artgerecht abgelehnt. Dies wird auch von Tierschutzgesetzen in EU, Deutschland und vielen deutschen Bundesländern so bewertet.

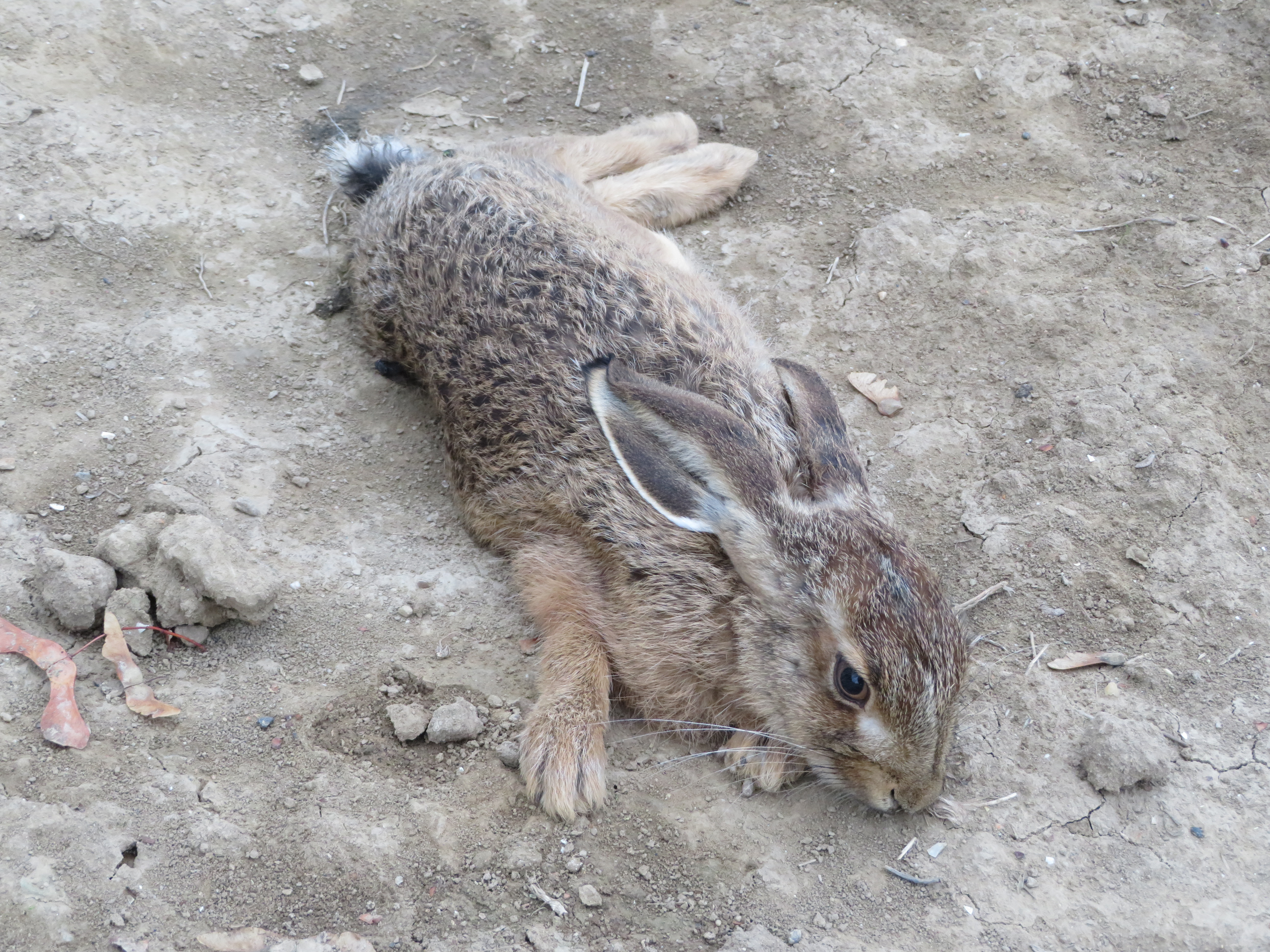
Junger Feldhase mit inneren Verletzungen und Speichelspuren eines wildernden Hundes

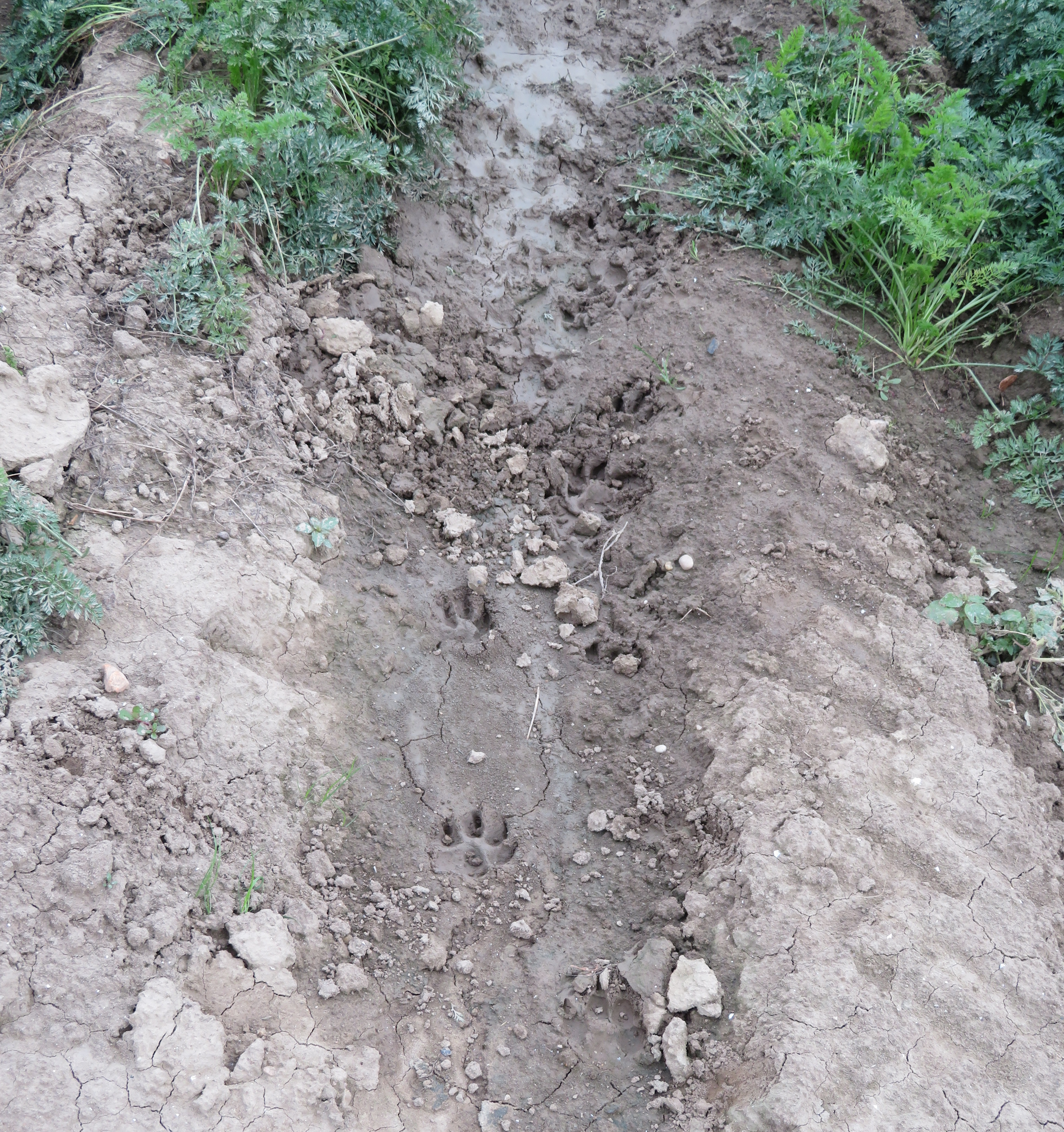
Fährte eines Hundes beim Erbeuten eines Hasen in einem Karottenfeld

## Rechtliche Lage

### Deutschland
In Deutschland kann sich eine Anleinpflicht dennoch aus entsprechenden Landesnormen (Hundegesetze), kommunalen Anordnungen oder Auflagen an individuelle Hundehalter ergeben. Auch das Wohnungseigentumsgesetz begründet nach Auffassung mehrerer Gerichte Anleinpflichten im gemeinsam genutzten Wohneigentum. Die Anleinpflicht war Gegenstand zahlreicher Normenkontrollen und Gerichtsverfahren einzelner Halter.
Eine ausnahmslose Anleinpflicht (im Sinne einer Anleinpflicht für alle Hunde immer und überall) besteht nicht und wäre nach Auffassung des OLG Hamm aus verfassungsrechtlichen Gründen auch nicht zulässig. In größeren zusammenhängenden Siedlungsbereichen gebietet der Grundsatz der Verhältnismäßigkeit, in ausreichendem Maße geeignete öffentliche Flächen vom Leinenzwang auszunehmen, um dem Bewegungsbedürfnis der Hunde Rechnung zu tragen. Bundesländer haben hierzu mitunter eigene gesetzliche Regelungen: Beispielsweise fordert das bayerische Recht, dem Bewegungsbedürfnis der Hunde ausreichend Rechnung zu tragen.
Grundsätzlich lassen sich zwei Regelungsebenen unterscheiden: Landesrecht und kommunales Recht.
Im Landesrecht findet sich eine allgemeine Leinenpflicht nur für Berlin (seit Anfang 2019). Im Übrigen sind mögliche Anknüpfungspunkte für eine Anleinpflicht insbesondere:
- gefährliche Hunde
- bestimmte Flächen innerorts (z. B. Grünanlagen, Fußgängerzonen)
- bestimmte Flächen außerorts (z. B. Wald, Naturschutzgebiete)
  - auch in Verbindung mit bestimmten Zeiten (Brut- und Setzzeit der Wildtiere).

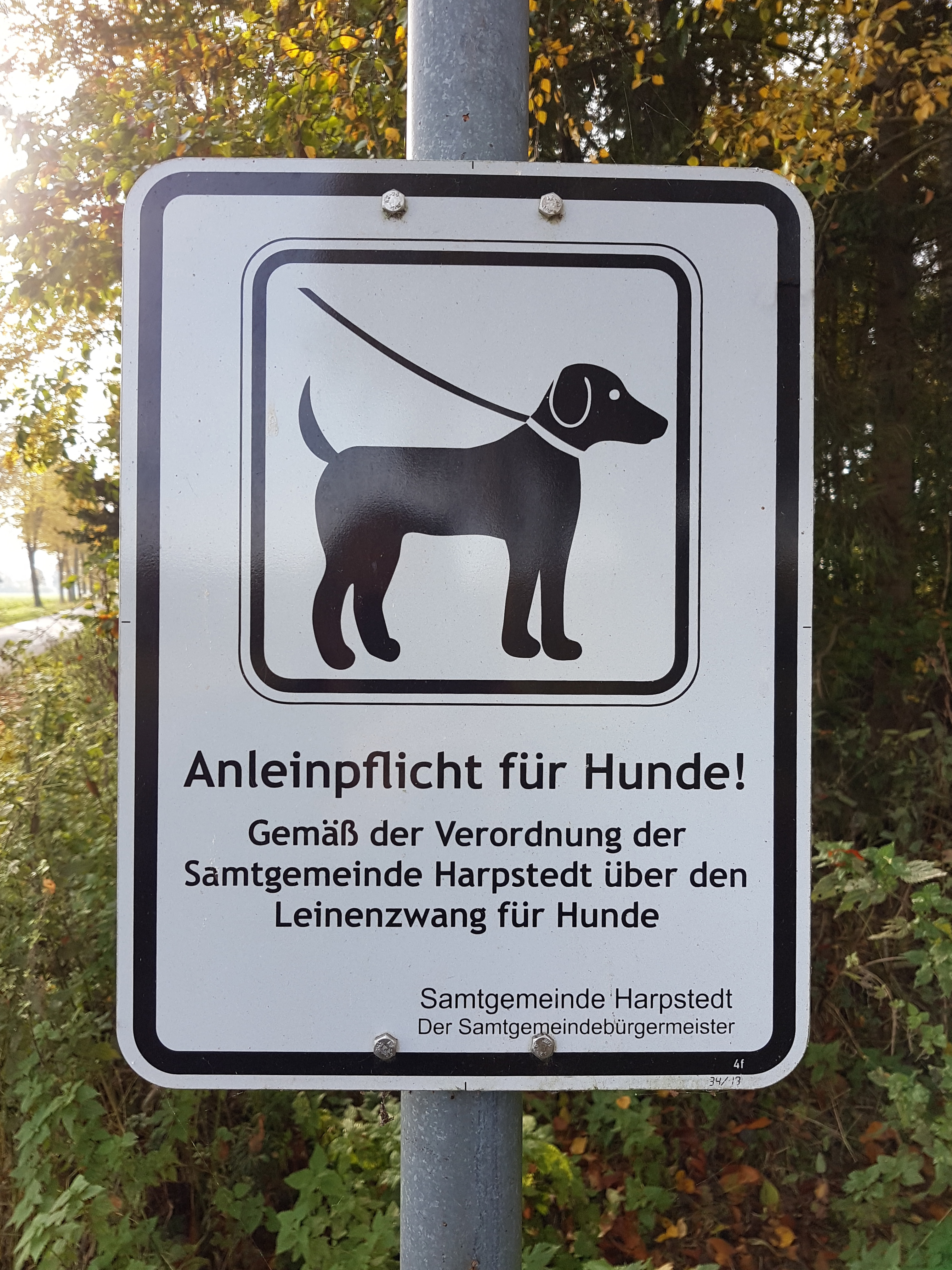
Hinweisschild in der Samtgemeinde Harpstedt, 2021

Die folgende Tabelle nennt Rechtsgrundlagen in den Bundesländern und beispielhaft in deren jeweils größten Städten:
| Land | allgemein   | gefährliche Hunde                 | innerorts                                   | außerorts          | zeitbezogen                      |
| ---- | ----------- | --------------------------------- | ------------------------------------------- | ------------------ | -------------------------------- |
| BW   |             | § 4 HundeV                        | S: § 6 StrAnlPolVO                          |                    |                                  |
| BY   |             | (Art. 18 LStVG) a M: § 3 HundeV a | (Art. 18 LStVG) a M: § 3 HundeV a           |                    |                                  |
| BE   | § 28 HundeG | § 23 HundeG                       |                                             |                    |                                  |
| BB   |             | § 3 Ⅰ 3 HundehV                   | § 3 Ⅰ 1 HundehV P: § 8 StadtO               | § 15 LWaldG        |                                  |
| HB   |             | § 3 HundeG                        | § 5 HundeG b HB: § 6 OGöO                   |                    | § 7 FeldOG 15. März–15. Juli     |
| HH   |             | § 17 HundeG                       | § 8 HundeG b                                | § 11 LWaldG        |                                  |
| HE   |             | § 9 Ⅰ HundeVO                     | § 9 Ⅱ HundeVO F: § 5 GefAbwVO, § 4 GrünanlS | (§ 27 HAGBNatSchG) | (§ 27 HAGBNatSchG)               |
| MV   |             | § 3 HundehVO M-V                  | § 1 HundehVO M-V HRO: § 1 HundeVO           | § 29 LWaldG        |                                  |
| NI   |             | §§ 9, 14 NHundG                   | H: § 4 HundeVO                              | (§ 33 Ⅱ NWaldLG)   | § 33 Ⅰ NWaldLG 1. April–15. Juli |
| NW   |             | §§ 5, 11 LHundG c                 | § 2 LHundG K: § 27 KSO                      | § 2 LFoG           |                                  |
| RP   |             | § 5 LHundG                        | MZ: § 2 GefAbwVO                            |                    |                                  |
| SL   |             | § 5 Ⅲ HundeVO                     | § 5 Ⅵ HundeVO SB: § 15 PolVO                |                    | § 33 SJG 1. März–30. Juni        |
| SN   |             | § 6 HundeG                        | L: § 16 PolVO                               |                    |                                  |
| ST   |             | § 5 HundeG                        | HAL: § 11 GefAbwVO                          |                    | § 28 LWaldG 1. März–15. Juli     |
| SH   |             | § 14 HundeG                       | § 3 HundeG KI: § 3 GrünanlS                 | § 17 LWaldG        |                                  |
| TH   |             | § 12 ThürTierGefG                 | EF: § 6 StadtO                              | § 6 ThürWaldG      |                                  |

() Verordnungsermächtigung

### Österreich

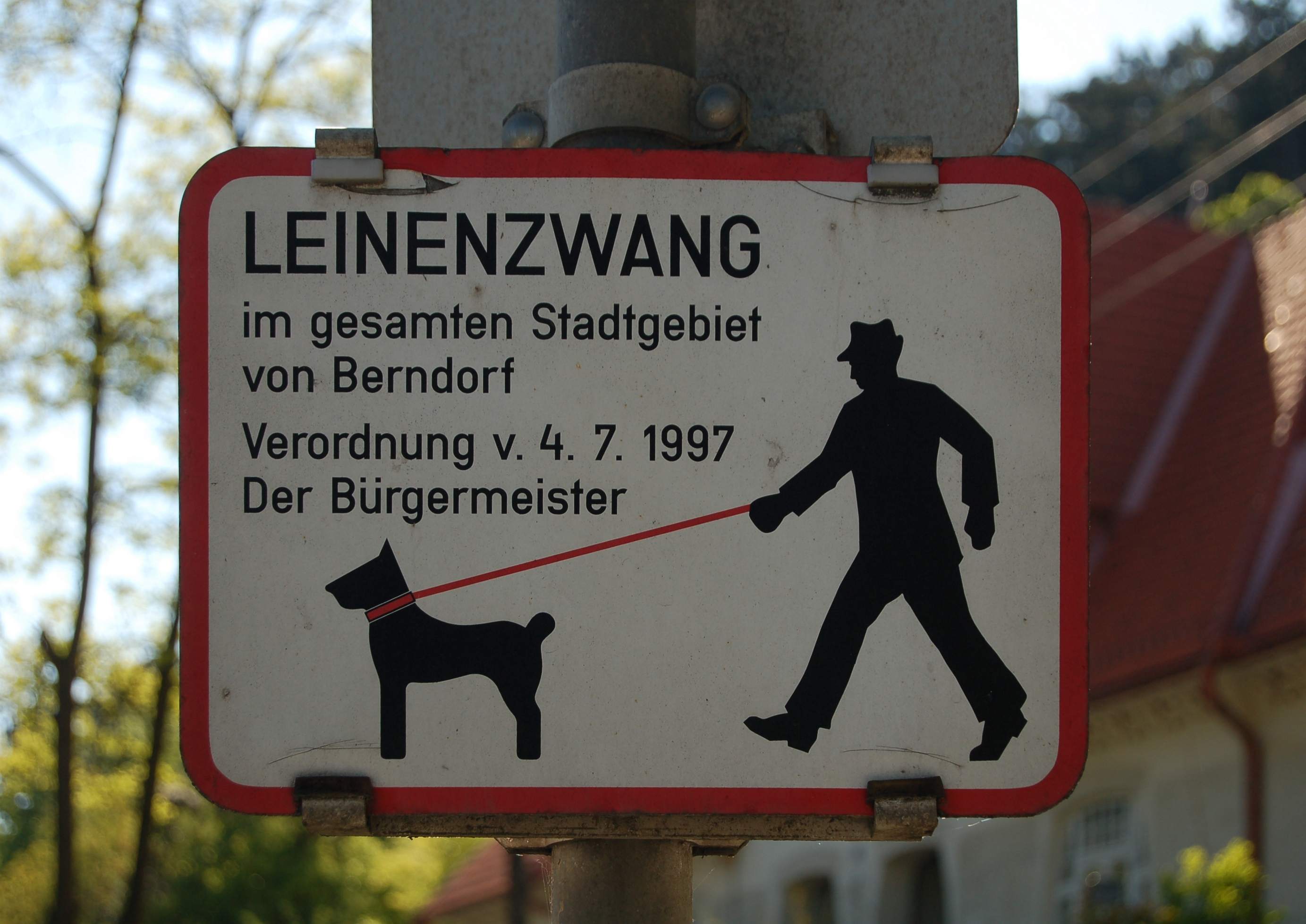
Hinweisschild in Berndorf (NÖ), 1997

Österreichisches Landesrecht im Überblick:
| Land             | Gesetze (Verordnungsermächtigungen)                                                            |
| ---------------- | ---------------------------------------------------------------------------------------------- |
| Burgenland       | (§ 20 Bgld. LSG) → Bsp. Eisenstadt                                                             |
| Kärnten          | § 8 Abs. 1 und 2 K-LSiG (§ 69 Abs. 4 K-JG) → Bsp. Klagenfurt                                   |
| Niederösterreich | § 8 Abs. 3 bis 5, (§§ 9 und 9a) NÖ Hundehaltegesetz → Bsp. Wiener Neustadt (Hundeauslaufzone)  |
| Oberösterreich   | § 6 Abs. 1, 2 (und 4) Oö. Hundehaltegesetz 2002                                                |
| Salzburg         | (§ 17 S.LSG) → Bsp. Salzburg; § 19 Abs. 7 S.LSG (§ 101 Abs. 3 Jagdgesetz 1993)                 |
| Steiermark       | § 3b Abs. 3 und 4 StLSG                                                                        |
| Tirol            | § 6a Abs. 2 (und 2a) Landes-Polizeigesetz                                                      |
| Vorarlberg       | § 6 Landes-Sicherheitsgesetz                                                                   |
| Wien             | § 5 Abs. 1 und 2 und § 5a Abs. 12 Wiener Tierhaltegesetz § 92 Abs. 1 (und 5) Wiener Jagdgesetz |

Siehe auch: Leben in der Gemeinde (Informationen zu „Maulkorb- bzw. Leinenzwang“ je Gemeinde)

## Situation in Städten
Da in Städten normalerweise keine artgerechten Haltungsstrukturen vorhanden sind, müssen aus Tierschutzgründen ausreichend viele und ausreichend große Freilaufflächen zur Verfügung gestellt werden. Um für Hundebesitzer und andere Menschen Klarheit zu schaffen, legen immer mehr Städte Freilaufflächen fest, fassen diese in einer Übersichtskarte zusammen und schildern diese aus.
Beispiele für die Festlegung von Freilaufgebieten in Städten:
- Köln[7]
- Nürnberg[8]
- Paderborn[9]